# Jean de Dieu Nkundabera
Jean de Dieu Nkundabera es un deportista ruandés que compitió en atletismo adaptado. Ganó una medalla de bronce en los Juegos Paralímpicos de Atenas 2004 en la prueba de 800 m (clase T46).

## Palmarés internacional
| Juegos Paralímpicos | Juegos Paralímpicos | Juegos Paralímpicos | Juegos Paralímpicos |
| Año                 | Lugar               | Medalla             | Prueba              |
| ------------------- | ------------------- | ------------------- | ------------------- |
| 2004                | Atenas (Grecia)     | Medalla de bronce   | 800 m T46           |